# Reichsstraße 144

Die Reichsstraße 144 (R 144) war bis 1945 eine Staatsstraße des Deutschen Reichs. Sie verlief in West-Ost-Richtung anfangs zwischen Marienburg (Westpreußen) (heute polnisch: Malbork) und Grünkrug (Gemeinde Groß Sehren) bei Deutsch Eylau (Iława), ab 1939 dann wurde – bedingt durch das Kriegsgeschehen – der Straßenbeginn nach Bütow in Pommern vorverlegt und die Straße bis nach Sampława (Samplau) bei Lubawa (Löbau) verlängert.
Bei der Gesamtlänge von 188 Kilometern verband die R 144 die Provinzen Pommern und Westpreußen und verschaffte eine Anbindung an die Reichsstraßen R 1, R 2, R 78, R 127, R 129 und R 158.
Heute verlaufen zahlreiche polnische Landes- und Woiwodschaftsstraßen auf der Trasse der ehemaligen R 144, die sich von der Woiwodschaft Pommern bis zur Woiwodschaft Ermland-Masuren hinzieht.

## Straßenverlauf der R144
(heutige Droga krajowa 20):
Provinz Pommern (heute Woiwodschaft Pommern):
Landkreis Bütow (heutiger Powiat Bytowski):
- Bütow (Bytów) (Anschluss: R 158)
- Polschen (1938–45: Kniprode) (Półczno)

o 1920-1939: Deutsch-polnische Grenze (Polnischer Korridor) o
Provinz Westpreußen:
Landkreis Berent (Westpr.) (heutiger Powiat Kościerski):
- Kornen (Korne)
- Berent (Kościerzyna)

 (heutige Droga wojewódzka 221):
- Lubahn (Luban)
- Neukrug (Nowa Karczma)

 (heutige Droga wojewódzka 224):
(heutiger Powiat Starogardzki (Preußisch Stargard)):
- Schöneck (Skarszewy)

Landkreis Dirschau:
- Gartschau (Godziszewo)

(heutiger Powiat Tczewski):
- Dirschau (Tczew) (Anschluss R 1 und R 2)

~ Weichsel (Wisła) ~
o 1920-1939: Deutsch-polnische Grenze (Polnischer Korridor) o
(Straße ohne Bezeichnung):
(heutiger Powiat Malborski):
- Kniebau (Kończewice)

 (heutige Droga krajowa 22):
Landkreis Marienburg (Westpr.):
- Marienburg (Westpreußen) (Malbork) (Anschluss: R 129)

~ Nogat ~
 (heutige Droga wojewódzka 515):
Landkreis Stuhm (heutiger Powiat Sztumski):
- Kalwe (Kalwa)
- Christburg (Dziergoń)
- Alt Christburg (Stary Dziergoń) (Anschluss R 126)

(heutige Woiwodschaft Ermland-Masuren):
Landkreis Rosenberg i. Westpr. (heute Powiat Iławski):
- Rosenberg (Westpreußen) (Susz) (Anschluss: R 127)

 (heutige Droga wojewódzka 521):
- Schönberg (Szymbark)
- Deutsch Eylau (Iława) (Anschluss: R 127)

 (heutige Droga wojewódzka 536):
- Grünkrug (Gemeinde Groß Sehren) (Dziarny)

~ Drewenz (Drwęca) ~
o bis 1939: Deutsch-polnische Grenze o
Landkreis Neumark (Westpreußen):
- Sampława (Samplau) (Anschluss: R 78)

(→ Lubawa (Löbau) bzw. → Nowe Miasto Lubawskie (Neumark (Westpreußen)))